# Liuto
Il liuto (in lingua francese luth, in inglese lute) è uno strumento a corde arabo, barocco o rinascimentale, che appartiene all'omonima famiglia dei liuti. Tale famiglia di strumenti trova larga diffusione in tutto il mondo.

## Etimologia
Il liuto, o làuto, dal latino "lautus" è uno strumento principale del Rinascimento, fu portato in Europa in epoca medievale dagli Arabi, che esportarono anche il termine: al ‘ūd (العود, ‘ūd=legno) divenuto liuto in italiano, laúd in spagnolo, luth in francese, lăută in romeno, lute in inglese, Laute in tedesco ecc. L'articolo al si agglutinò al sostantivo ud, come nel portoghese alaúde, mutando secondo le varianti linguistiche locali. In epoca rinascimentale non era ancora chiara l'etimologia della parola, tanto che Vincenzo Galilei, padre di Galileo Galilei e noto per essere tra i più brillanti e attivi frequentatori della Camerata de' Bardi, credeva che l'origine del termine fosse da ricercare nella completezza dello strumento, che essendo di grande estensione poteva intavolare l'intera gamma delle humanae voces, comprendente sette esacordi (tre duri, due naturali e due molli, ma sempre formati dalle sei sillabe da UT a LA o viceversa), secondo la complessa teoria esacordale di origine medievale (solmisazione):
(Vincenzo Galilei, Dialogo della Musica Antica, et della Moderna, Giorgio Marescotti, Firenze, 1581, pp. 146-147.)

## Classificazione
Un'altra classificazione diffusa è quella di denominare i liuti in base alla lunghezza del manico. Si parla quindi di liuto a manico corto, per esempio il pipa cinese, o a manico lungo, quali lo shamisen giapponese, ľoud arabo, la çiftelia, il bouzouki, gli strumenti della famiglia dei saz e così via.

## Accordatura del liuto
L'evoluzione del liuto portò alla costruzione di strumenti di diapason variabile, e con diverse accordature dovute anche al variare del numero di corde o di ordini di corde che possono variare da quattro a dodici.
Generalmente, il liuto rinascimentale a 6 ordini utilizzava l'accordatura della viola da gamba tenore, con intervalli di quarta tra le corde, fatta eccezione per l'intervallo tra il terzo e il quarto ordine, che è di terza maggiore.
I liuti con più di 6 ordini di corde normalmente sono composti con l'aggiunta di ordini di corde più gravi, utilizzati a vuoto; in questo caso i primi sei ordini sono accordati normalmente, mentre le corde gravi possono essere accordate secondo i pezzi da eseguire (secondo la prassi esecutiva barocca raggruppati in suites della stessa tonalità).
Durante il XVII secolo vengono introdotte diverse variazioni di accordatura: in Francia si impone verso la fine del secolo l'accordatura in "re minore", con ordini gravi modificati a seconda della tonalità dei brani da eseguire.
| Strumento                                  | Accordatura |
| ------------------------------------------ | ----------- |
| Liuto rinascimentale a sei ordini di corde |             |
| Liuto rinascimentale a 8 ordini            |             |
| Liuto primo barocco a 10 ordini            |             |
| Liuto barocco a 13 ordini                  |             |

## Storia del liuto

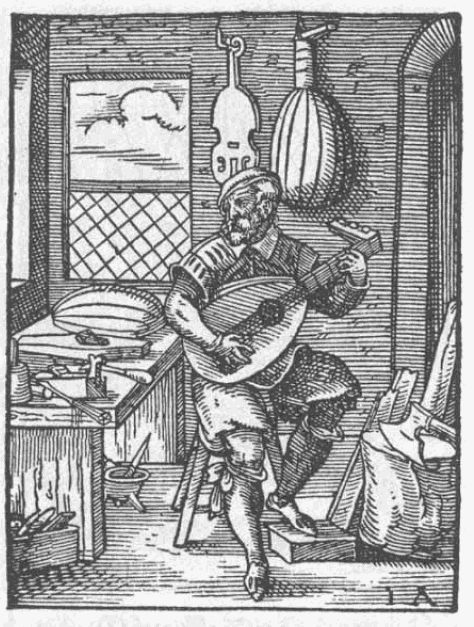
Un liutaio nel suo laboratorio

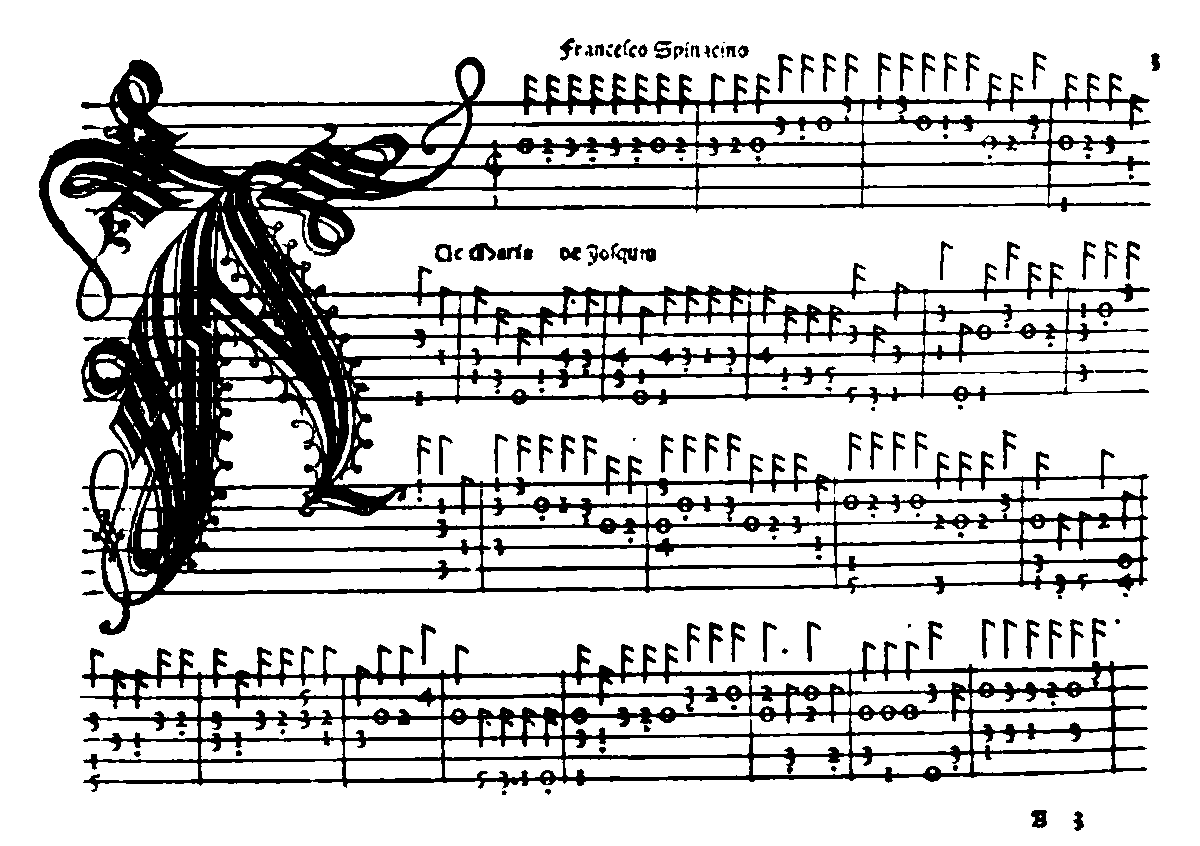
Prima pagina dell'Intabolatura de lauto libro primo (1507) di Francesco Spinacino

Si ha prova dell'esistenza di strumenti musicali del genere dei liuti sin dall'antico Egitto. Il liuto, come lo si conosce oggi (strumento musicale a corde pizzicate, con cassa armonica convessa piriforme, costruita con doghe incollate) appare presumibilmente intorno al VI secolo in Asia Minore.
Lo strumento fu portato in Europa dagli Arabi nel Medioevo, dove raggiunse la massima diffusione nel XVI secolo.
Il guscio del liuto, forse in origine ricavato da un unico blocco di legno, fu in seguito sempre costruito con doghe di legno. Il manico, è complanare alla tavola armonica: a esso è fissato, ortogonalmente, il cavigliere a spatola che è reclinato. Una serie di legacci di minugia divide il manico in otto o nove parti, dette tasti. Gli ordini di corde del liuto rinascimentale sono generalmente sei, tutte doppi, a eccezione di quella più acuta (cantino). L'accordatura varia secondo il tempo e il luogo, ma rispetta in genere questa successione: due quarte, una terza maggiore, due quarte. Lo strumento era suonato con un plettro o anche, per ottenere maggiore morbidezza e fluidità d'esecuzione, con le dita nude. La musica per liuto era scritta con un particolare sistema detto intavolatura. Nel XVII secolo il numero delle corde basse aumentò; il liuto giunse così ad avere sino a undici corde. Si ebbero allora vere e proprie famiglie di liuti, variamente accordati; a causa dell'aumentato numero delle corde basse il manico dello strumento fu allungato e vi si aggiunse un secondo cavigliere superiore, cui erano fissate le corde gravi, suonate a vuoto. Questi strumenti presero il nome di arciliuto, liuto attiorbato, e tiorba.
Il repertorio a stampa della musica per liuto a noi pervenuta si estende dal 1507 (anno nel quale comparvero, a Venezia le prime intavolature dell'editore Ottaviano Petrucci) sino al 1770 circa. Il liuto occupò un posto di considerevole rilievo nella vita musicale, specie nel XVI sec., quando ebbe la stessa diffusione e la stessa versatilità d'impiego raggiunte nell'Ottocento dal pianoforte. Le fonti cinquecentesche comprendono sia composizioni originali per lo strumento (danze, quali pavane, gagliarde, passamezzi, saltarelli; ricercari, fantasie, variazioni; preludi di carattere improvvisatorio), sia molte trascrizioni di brani vocali, profani e sacri.
I più eminenti compositori di musica per liuto furono:
- in Italia: Vincenzo Capirola, Giovanni Ambrogio Dalza, Francesco Spinacino, Andrea Falconieri, Giovanni Battista Dalla Gostena, Simone Molinaro, Francesco da Milano, Pietro Paolo Borrono, Giacomo Gorzanis, Vincenzo Galilei, Fabrizio Caroso, Giovanni Antonio Terzi, Johann Hieronymus Kapsberger, Alessandro Piccinini, Giovanni Zamboni;
- in Spagna: Luis de Milán, Luys de Narváez, Enríquez de Valderrábano, Miguel de Fuenllana;
- in Francia: Pierre Attaingnant (editore), Adrien Le Roy, Guillaume Morlaye, Alberto da Ripa, Antoine Francisque, Jean-Baptiste Bésard, Robert Ballard, Robert de Visée;
- in Germania: Arnolt Schlick, Hans Judenkünig, Hans, Melchior e Konrad Neusidler, Matthaüs Waisselius e Simon Gintzler;
- in Inghilterra, dove particolarmente sviluppata fu la composizione per canto e liuto: John e Robert Dowland, Thomas Morley, Thomas Campion, Daniel Batchelor.

Nel XVII secolo la musica per liuto fu coltivata particolarmente in Francia e in Germania, mentre in Spagna e in Italia lo strumento cominciò a declinare, di fronte all'affermarsi della chitarra e del violino. Il repertorio comprende in questo periodo principalmente preludi e danze (allemande, correnti, sarabande, gighe, ecc.) composte prima separatamente e in seguito riunite in suites. Le personalità di maggior rilievo sono Denys Gaultier in Francia, Esaias Reusner, Adam Falckenhagen in Germania. In questo paese il liuto ebbe cultori anche nel XVIII sec.: tra essi emerge Sylvius Leopold Weiss; J. S. Bach scrisse quattro suites, due preludi e due fughe per liuto; Haydn alcune cassazioni.
La necessità di disporre, negli ensemble di liuto, di strumenti a cui affidare le parti gravi dell'accompagnamento, portò in seguito allo sviluppo dell'arciliuto, di dimensioni più grandi e con un numero di corde maggiore.
Come per molti strumenti musicali, il liuto cadde in disuso dapprima in Spagna, sostituito dalla vihuela, e poi nel resto del continente (XVIII secolo).

## La fortuna musicale del liuto

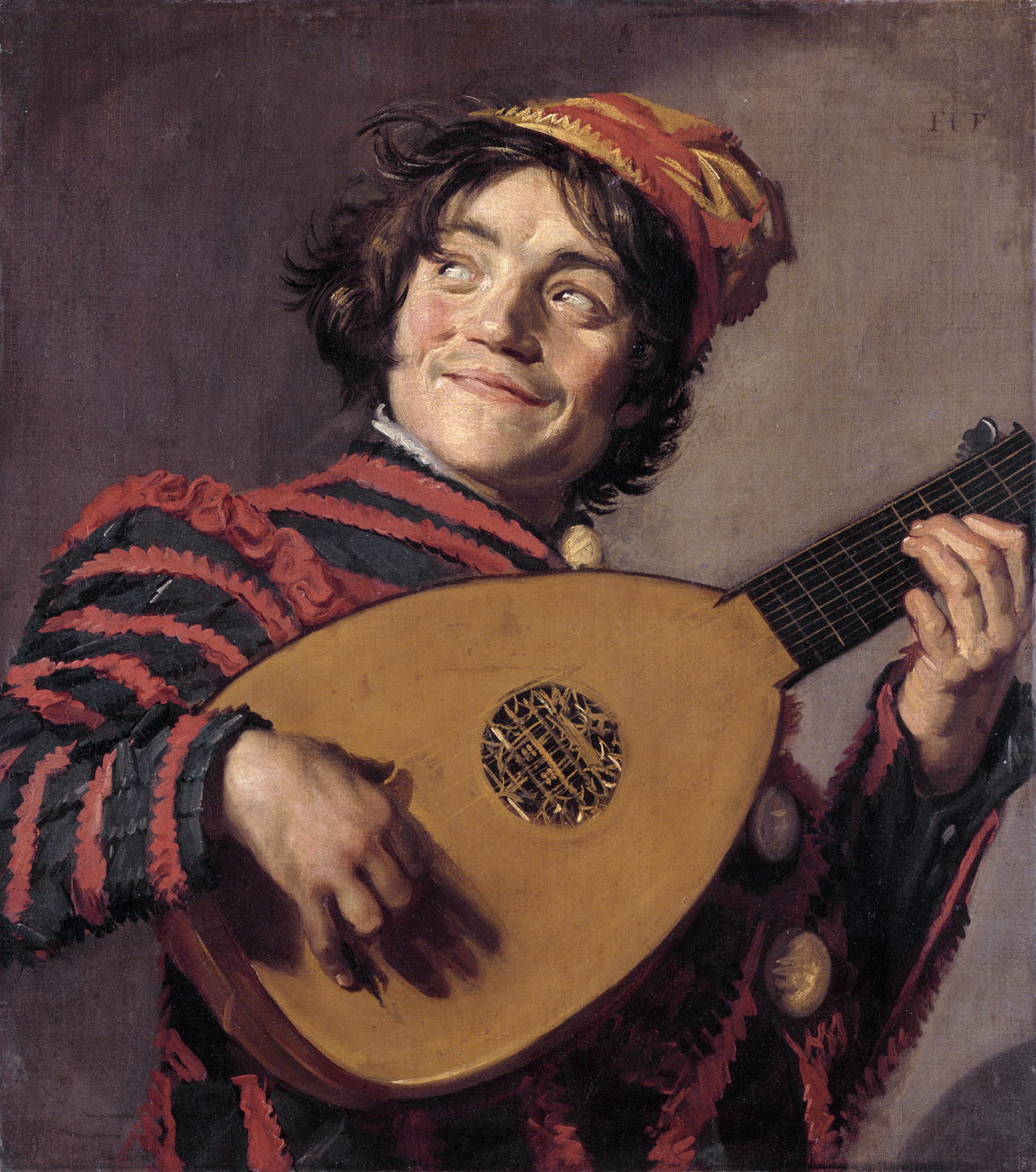
Frans Hals, Giovane suonatore di liuto girato a destra (1625), Museo del Louvre, Parigi

Il liuto ebbe grande popolarità: il suo timbro dolce e la comoda leggerezza lo rendevano adatto sia per eseguire composizioni polifoniche, semplici o complesse, che per accompagnare il canto o la danza. Nonostante l'intensità sonora piuttosto modesta, lo strumento si prestava alle occasioni musicali più svariate, adattandosi alle raffinate esecuzioni che si tenevano presso le corti nobiliari come alle giocose rappresentazioni da strada.
La musica per liuto era scritta su intavolatura, un tipo di notazione che si serviva di cifre o lettere dell'alfabeto per indicare la posizione da tastare sulla corda, e quindi l'altezza del suono. I valori ritmici erano invece espressi dalle figure di valore, poste in corrispondenza delle lettere/numeri.

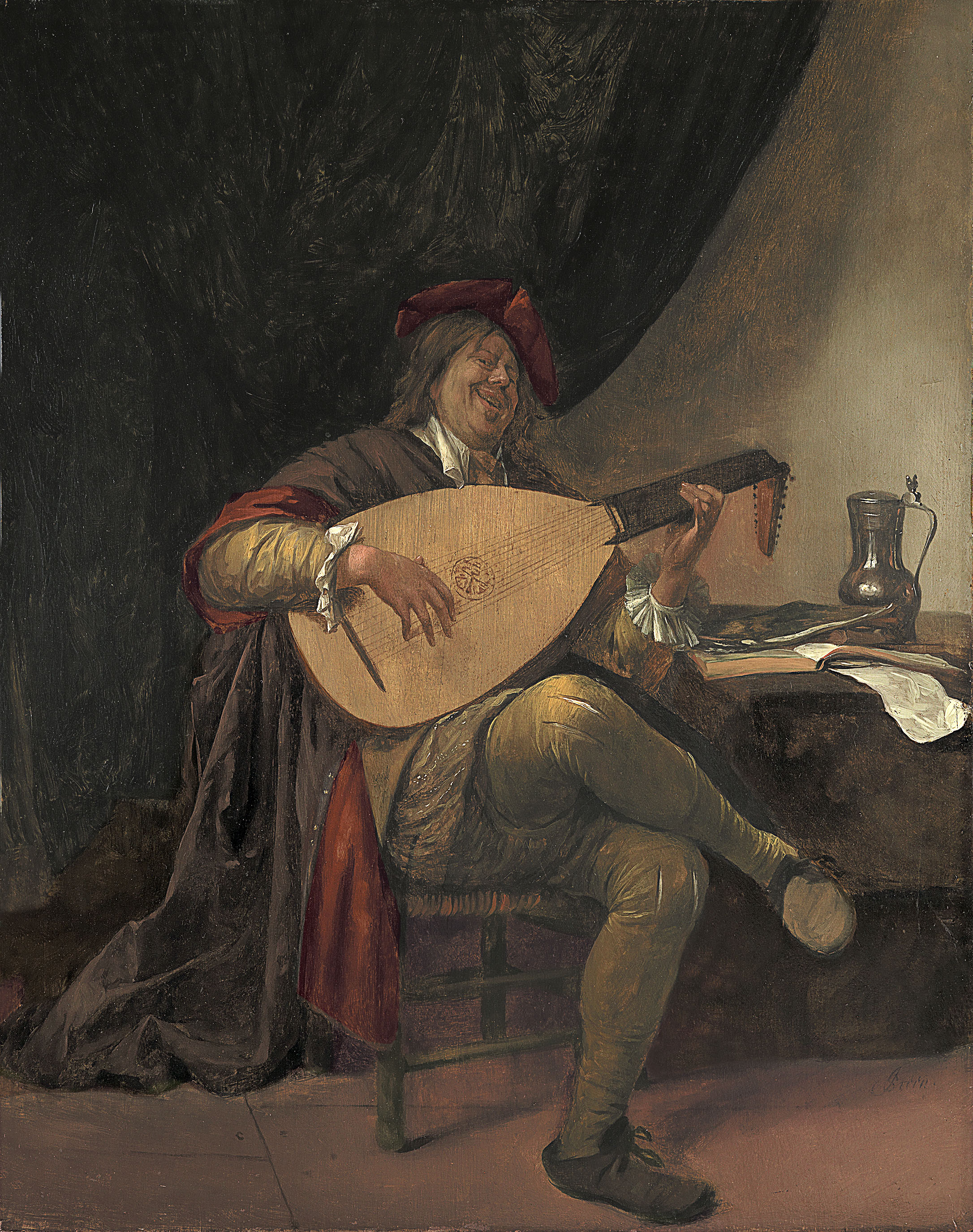
Jan Steen, Autoritratto come suonatore di liuto

Le prime composizioni per liuto apparvero in Italia, agli inizi del Cinquecento ad opera di Francesco Spinacino, Joan Ambrosio Dalza e di Franciscus Bossinensis e soprattutto Francesco da Milano. Si tratta per lo più di trascrizioni di opere polifoniche vocali, ma anche di danze, frottole e ricercari.
Sempre in quel periodo vanno ricordati Alberto da Ripa, o da Mantova (noto in Francia come Albert de Rippe), Pietro Paolo Borrono, Giovanni Maria da Crema, Giulio Cesare Barbetta, Vincenzo Galilei, Giacomo Gorzanis.
Il '600 in Italia vede il declino della popolarità del liuto, che vanta comunque una produzione di alta qualità da parte di diversi autori tra cui Giovanni Girolamo Kapsberger.
In Francia, la cosiddetta età d'oro del liuto copre i primi 30 anni del Seicento, quando in Italia e Spagna la popolarità del liuto era stata eclissata dall'avvento degli strumenti a tastiera come il clavicembalo o da strumenti a corda più semplici come la chitarra barocca. I principali autori di questo periodo in Francia sono Denis Gaultier, Ennemond Gaultier, René Mesangeau, Jacques Gallot, Charles Mouton, Robert de Visée.
In Inghilterra il liuto acquista una grande popolarità e vede la composizione di musiche di alto livello ad opera di John Dowland.
La stessa popolarità il liuto la godette anche in Germania dove si ebbe la produzione di una vasta letteratura anche dopo che lo strumento era caduto in disuso nel resto dell'Europa con la produzione di Bernhard Johachim Hagen, Rudolf Straube, David Kellner e soprattutto Adam Falckenhagen e Sylvius Leopold Weiss, e che colse l'interesse di Johann Sebastian Bach che compose due suites, trascrisse altre composizioni e nella Passione secondo Giovanni inserì un arioso e un'aria per tenore accompagnati da archi e liuto.

### Elenco di alcune composizioni per liuto rinascimentale

#### Italia
- Ricercare I, Vincenzo Capirola (1474-?) The Capirola Lute Book 1516; Newberry Library Chicago
- Ricercare dal I al X, Francesco Spinacino (ca.1470 – ca.1507), Intavolatura per Liuto Libro 1. Venezia (Petrucci) 1507.
- Fantasia, Francesco da Milano (1497-ca.1543), Intavolatura di Liuto, Venezia (Marcolini) 1536
- Fantasia X, Simone Molinaro (1565-ca.1615), Intavolatura di Liuto, Venezia (Amadino) 1599
- Saltarello – Ballo detto il Conte Orlando – Saltarello, Simone Molinaro (1565-ca.1615), Intavolatura di Liuto, Venezia (Amadino) 1599
- Moresca detta le Canarie , Giulio Cesare Barbeta (1540-ca.1603), Intavolatura di Liuto, Venezia (Gardano) 1585
- Lo spagnoletto – Il bianco fiore, Cesare Negri (1535-?), Le gratie d'amore, Milano (Pontio Erben e Piccaglia) 1601
- Aria del Gran Duca – La Cesarina – La Mutia – La ne mente per la gola – Gagliarda Manfredina – Ballo del Serenissimo Duca di Parma – Corenta, Santino Garsi da Parma (22 febbraio 1542 – 17 gennaio 1604)[3]
- La bataglia, La Malvezza, L'anconitano, Marcantonio Del Pifaro, Intabolatura de lauto, Venezia (Gardane), 1546

#### Inghilterra
John Dowland (1562-1626)
- The King of Denmark's Galliard , fonte: Robert Dowland, Varietie of Lute Lessons, Londra 1610
- Lachrimae Antiquae Pavan
- Fantasia, fonte: Robert Dowland, Varietie of Lute Lessons, Londra 1610
- My Lady Hunsdon's Puffe, fonte: Robert Dowland, Varietie of Lute Lessons, Londra 1610
- Melancholy Galliard
- Mrs. Winter's Jump
- Semper Dowland semper dolens
- The Earl of Essex Galliard, fonte: Robert Dowland, Varietie of Lute Lessons, Londra 1610
- Forlorne Hope Fancy,

Francis Cutting (ca.1600)
- Almain
- Greensleeves
- Walsingham
- The Squirrel's Toy

Thomas Morley (1557-1634)
- Pavan

#### Francia
Pierre Attaingnant (ca.1494-1552)
- Tant que vivray (Chanson), fonte: Tres breve et familier introduction, Parigi 1529
- Basse dance "Sansserre", fonte: Dis-huit basses dances, Parigi 1529
- Branle gay "C'est mon amy", fonte: Dis-huit basses dances, Parigi 1529
- Basse dance "La Magdalena", fonte: Dis-huit basses dances, Parigi 1529
- Destre amoureux (chanson), fonte: Tres breve et familier introduction, Parigi 1529
- Haulberroys, fonte: Dis-huit basses dances, Parigi 1529

Adrien Le Roy (ca.1520-1598)
- Passemeze, fonte: A brief and easye Instruction Londra 1568

Robert Ballard (ca.1575-1650)
- Entrée de Luth I-II-III, fonte: Premier Livre de Luth, Parigi 1611
- Courante, fonte: Premier Livre de Luth, Parigi 1611
- Branles de village, fonte: Diverses Pieces mises sur le luth, Parigi 1614

Jean-Baptiste Besard (ca.1567-ca.1625)
- Branle, fonte: Thesaurus harmonicus, Colonia 1603
- Gagliarda, fonte: Thesaurus harmonicus, Colonia 1603
- Branle gay, fonte: Thesaurus harmonicus, Colonia 1603
- Gagliarda vulgo dolorata, fonte: Thesaurus harmonicus, Colonia 1603

#### Germania
Hans Neusidler (1508-1563)
- Der juden Tantz, Ein newgeordent künstlich Lautenbuch Norimberga 1536
- Welscher tantz Wascha mesa, Ein newgeordent künstlich Lautenbuch Norimberga 1536

Langravio Maurizio d'Assia (1572-1632)
- Pavane, fonte: Robert Dowland, Varietie of Lute Lessons, Londra 1610

Matthaus Waissed (1540-1602)
- Fantasia, fonte: Lautenbuch, Francoforte sul Meno 1592
- Deudtscher Tanz, fonte: Lautenbuch, Francoforte sul Meno 1592

Sebastian Ochsenkhun (1521-1574)
- Innsbruck, ich muss dich lassen, fonte: Tabulaturbuch auff die Lauten, Heidelberg 1558

#### Belgio e Paesi Bassi
Emanuel Adriaenssen (1550-1604)
- Fantasia, fonte: Novum Pratum Musicum, Anversa 1592
- Courante, fonte: Novum Pratum Musicum, Anversa 1584
- Branle simple de poictou, fonte: Pratum Musicum II Anversa 1584
- Branle Englese, fonte: Pratum Musicum, Anversa 1584

Jan Pieterszoon Sweelinck  (1562-1621)
- Psalm 5, fonte: Ms. Leiden, Bibl. Thysiana (ca.1620)
- Psalm 23, fonte: Ms. Leiden, Bibl. Thysiana (ca.1620)

Nicolas Vallet (ca.1583-1642)
- Prelude, fonte: Secretum Musarum, Amsterdam 1615
- Galliarde, fonte: Secretum Musarum, Amsterdam 1615
- Slaep, soete, slaep, fonte: Secretum Musarum, Amsterdam 1615

## Discografia
- Musik fur Laute (Musica per liuto del Rinascimento in Italia, Francia, Inghilterra, Spagna, Germania, Polonia, Paesi Bassi) Liuto: Konrad Ragossnig – 4 cd Archiv Produktion 1974 - 1976
- John Dowland – Robert Jones, Liuto: Anthony Rooley, Soprano: Emma Kirkby Virgin 1991
- John Dowland Musica per liuto Vol.1 e 2 Liuto: Nigel North Naxos
- John Dowland Song from the Labyrinth, Voce: Sting, Liuto Edin Karamazov – Deutsche Grammophon 2006
- Simone Molinaro – Fantasie, Canzoni e Balli, Paul O'Dette: liuto Harmonia Mundi 2001
- Francesco Spinacino – Intabolatura de leuto, libri I e II, Massimo Marchese: liuto Tactus 2006